# Pilotrichella latiramea
Pilotrichella latiramea är en bladmossart som beskrevs av C. Müller och Per Karl Hjalmar Dusén 1895. Pilotrichella latiramea ingår i släktet Pilotrichella och familjen Meteoriaceae. Inga underarter finns listade i Catalogue of Life.